# Julius Caesar (obertura)

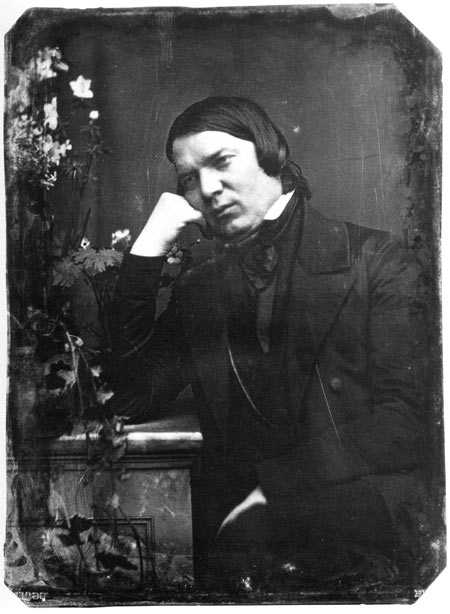
Robert Schumann en 1850.

La Obertura Julius Caesar, Op. 128 es una obertura de concierto escrita por Robert Schumann en 1851, inspirada en la obra de Shakespeare Julio César e influida por las oberturas Egmont y Coriolano de Ludwig van Beethoven.

## Historia
Esta pieza fue la segunda de una serie de tres oberturas de concierto inspiradas en temas literarios escritas por el maestro alemán durante sus primeros años en Düsseldorf: La novia de Mesina, Op. 100 basada en la obra homónima de Schiller y Hermann und Dorothea, Op. 136 basada en el poema épico de Goethe. El año 1851 fue de intensa actividad para Schumann: no sólo completó estas tres oberturas, sino que también escribió su Trío para piano n.º 3, sus sonatas para violín n.º 1 y n.º 2, un oratorio de cámara, lieder, obras para coro y orquesta, así como obras para piano solo; y revisó a fondo su Sinfonía n.º 4.
En un principio, Schumann había planeado componer una ópera u oratorio basado en la vida de Martín Lutero. Pronto abandonó esta idea, pero mientras buscaba temas adecuados para la ópera, se inspiró en varios textos meritorios. Aunque siempre había deseado componer una ópera de éxito, Robert optó por la obertura de concierto, un intento de plasmar en el sonido instrumental los matices poéticos de los textos dramáticos. Sin embargo, la composición está formada por una mera serie de marchas, que hace poco por evocar el original de Shakespeare.
Schumann comenzó a escribir la música a mediados de enero de 1851. Su esposa Clara anotó en su diario el 17 de enero que él estaba trabajando en la obertura. Redactó la partitura completa entre el 27 de enero y el 2 de febrero, terminándola solo unos días antes de dirigir el estreno de su Sinfonía n.º 3, "Renana" el 6 de febrero.
No pretendía retratar a la persona histórica de Julio César, sino que se inspiró en obra homónima de William Shakespeare. En sus bocetos para la obra, debajo de los pentagramas de la primera página Schumann anotó lo que consideraba los "puntos argumentales" centrales de la obra:

César / La vida en Roma. Bruto. / Conspiración. Calpurnia. Los idus. Muerte. Filipos. / La venganza de Octavio. Victoria sobre Bruto.

También se inspiró en dos oberturas de Ludwig van Beethoven: la de su música incidental para Egmont, con la que comparte la tonalidad de fa menor, la "inflexible forma sonata", y la coda en tonalidad mayor; y, en menor medida, su obertura de concierto Coriolano.

### Primeras representaciones y salud de Schumann
El estreno se celebró el 3 de agosto de 1852 en Düsseldorf. A principios de ese año había consultado al doctor Wolfgang Müller por sus dolencias físicas. Müller era también director de la Sociedad Musical de Düsseldorf, de la que Schumann era director musical y director de orquesta principal, y le aconsejó que dirigiera menos y cediera parte del trabajo a su adjunto Julius Tausch. El 8 de julio el compositor comenzó una serie de 18 baños fríos en el Rin bajo las instrucciones de Müller. El resultado fue una cierta mejoría de su estado. El 30 de julio, en contra del consejo de Müller, asistió al primer ensayo de esta obra bajo la dirección de Tausch, pero se alteró y asumió la dirección de la obra. En el concierto del 3 de agosto, de nuevo sin previo aviso, tomó personalmente el mando de la orquesta y dirigió él mismo el estreno de la obra; también dirigió "sin tacto" una obertura de Beethoven que Tausch había ensayado pero Schumann no. La obertura produjo un efecto poco perceptible en el público. El resultado para Robert fue el agotamiento y Müller le recomendó un tratamiento más intensivo, y le envió a tomar baños de mar en Scheveningen, Holanda. Este fue el comienzo de la locura que marcó sus últimos años.

## Instrumentación
La partitura está escrita para una orquesta formada por flautín, flauta, 2 oboes, 2 clarinetes, 2 fagotes, 4 trompas, 2 trompetas, 3 trombones, timbales y sección de cuerdas.

## Análisis
La obra está escrita en la tonalidad de fa menor. A menudo se ha señalado el carácter sombrío y melancólico de la obertura: Una obra de tintes sombríos, impregnada de un espíritu de grandeza trágica de principio a fin; una melancólica introducción a la obra de Shakespeare, llena de florituras opresivas y militaristas e insinuando alguna amenaza violenta que nunca llega a manifestarse del todo.

### Posible criptograma
Este compositor era conocido por su interés en los criptogramas musicales, como demuestra su suite para piano Carnaval, Op. 9. Eric Sams sugiere que hay muchas otras pistas a lo largo de las creaciones de Schumann, incluido un cifrado para "C-A-E-S-A-R" en los acordes iniciales de esta obertura.

## Legado
La obra ha sido grabada varias veces, aunque no suele interpretarse en concierto.